# Catoblepia singularis
Catoblepia singularis is een vlinder uit de familie Nymphalidae. De wetenschappelijke naam van de soort is voor het eerst geldig gepubliceerd in 1907 door Gustav Weymer.